# チャーゴグガゴグマンチャウグガゴグチャウバナガンガマウグ

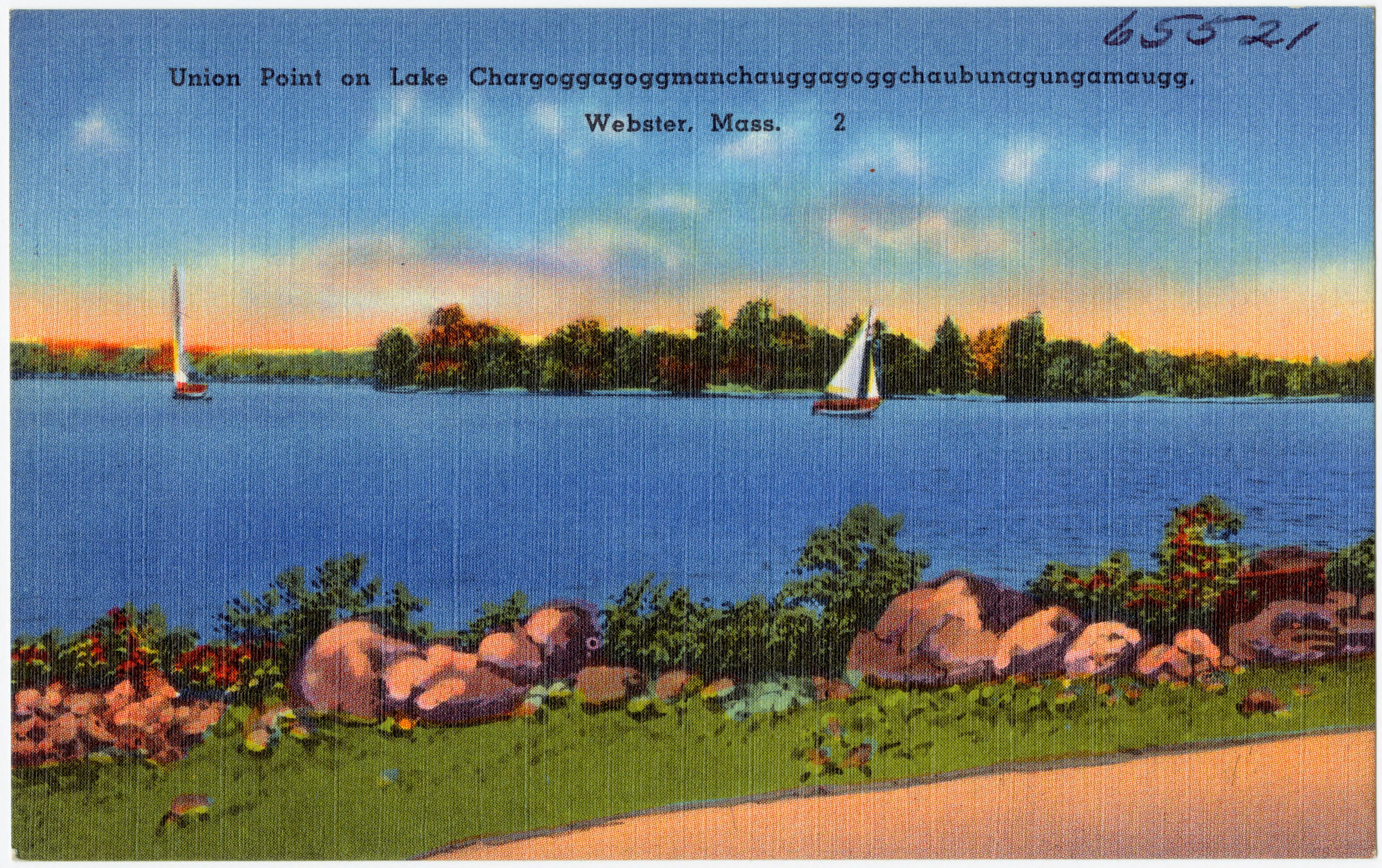
チャウバナガンガマウグ湖が描かれた絵画

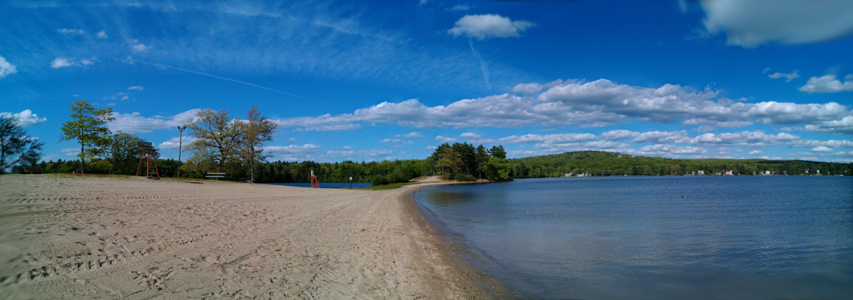
チャウバナガンガマウグ湖の情景

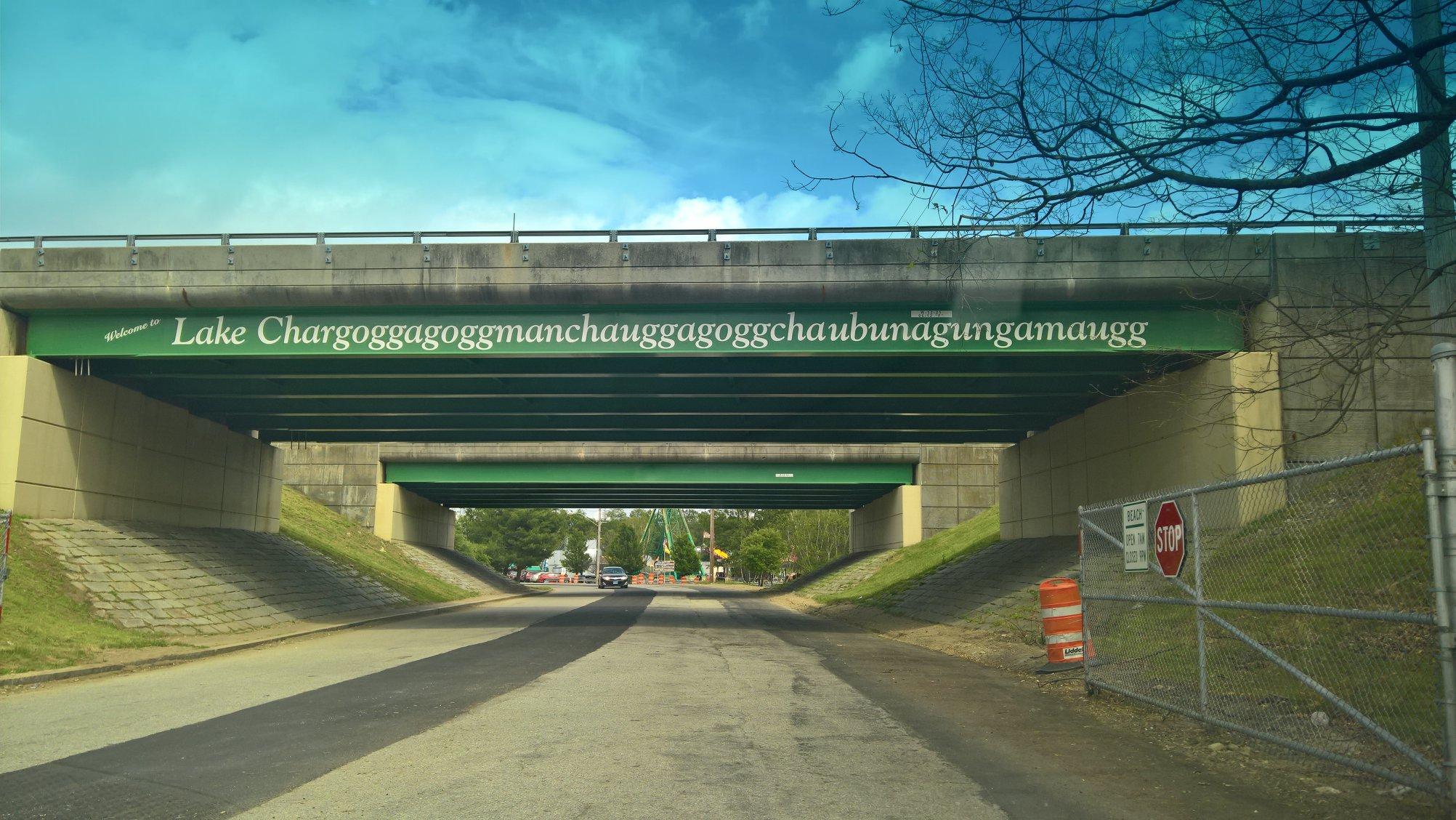
チャーゴグガゴグマンチャウグガゴグチャウバナガンガマウグ

チャーゴグガゴグマンチャウグガゴグチャウバナガンガマウグ (Chargoggagoggmanchauggagoggchaubunagungamaugg) は、アメリカ合衆国マサチューセッツ州のウェブスター (Webster) 東部にあるチャウバナガンガマウグ湖 (Lake Chaubunagungamaug) の非公式な名称のひとつである。ニプマク族などの部族は、この湖を公式名称に類似した色々な名前で呼んでいた。

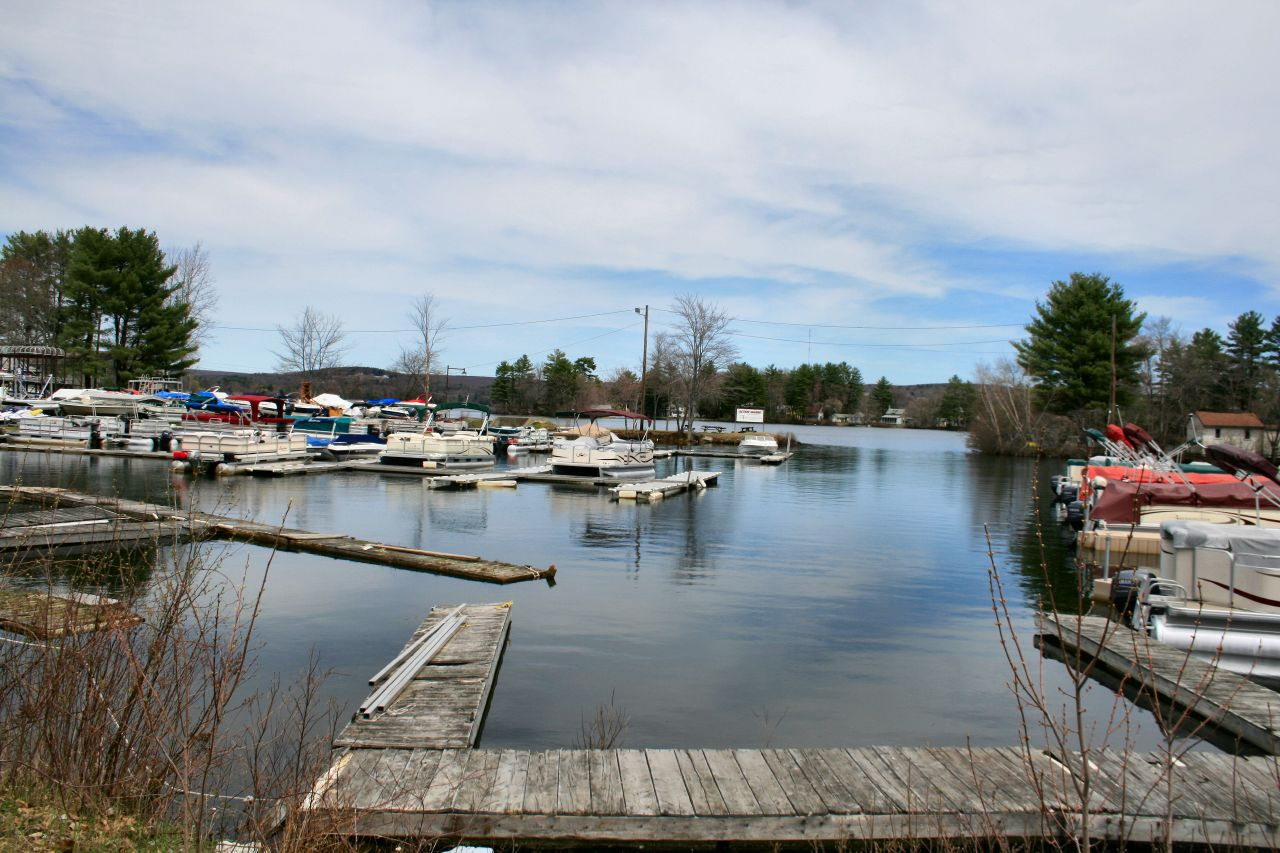
チャウバナガンガマウグ湖

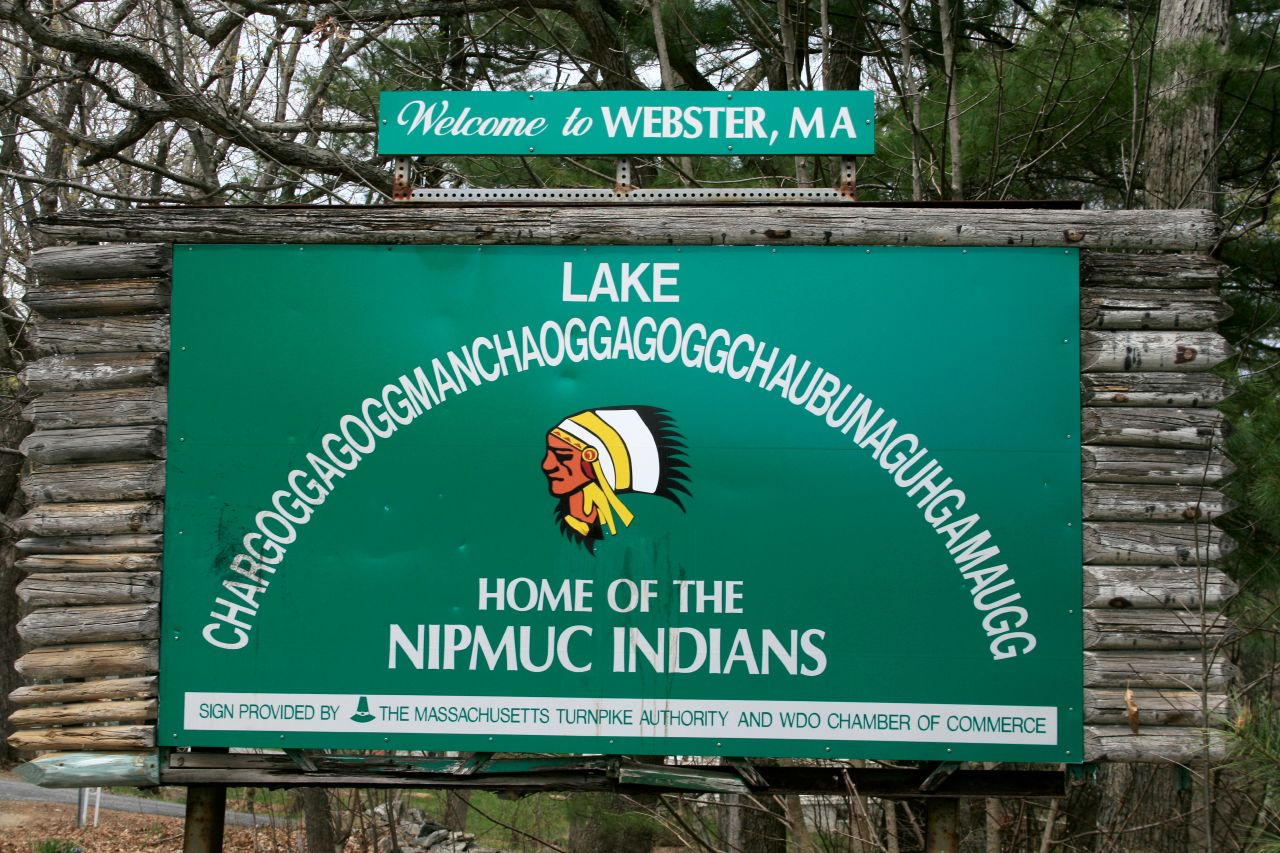
綴りの間違いが指摘された湖の案内板。20文字目の「U」が「O」に、38文字目の「N」が「H」になっている。

## 概要
湖の面積は、5.83km2。

## 名称
ウェブスターの住人の多くはニプマク族による名前を発音できないので、単にウェブスター湖 (Webster Lake) と呼んでいるが、ニプマク族による名前をすらすらと言えることを誇りにしている人もいる。あまりに長いために綴りは一定しておらず、湖畔にいくつかある公式の看板でさえ、ものによってまちまちになっている。2009年4月には、看板のひとつに綴り間違いがあると報じられた。
意味は、「境界の釣り場のマンチャウグにいるイギリス人」といったところである。マンチャウグ (Manchaug) とは湖畔に住んでいた一部族の名称である。この湖は、イギリス人が来るまでは「チャウバナガンガマウグ (Chaubunagungamaugg, 境界の釣り場)」として知られていたが、マンチャウグの村の近くにイギリス人が水車を作り、マンチャウグにイギリス人を指すチャーゴグガゴグマンチャウグガゴグと合わさってこの名称になった。釣り場として有名である一方、いくつかの部族領のちょうど境界に位置していたために、集会の場としても使われていた。
地元紙「Webster Times」の編集者、Larry Daly はこの湖についてのユーモラスな記事を書き、その中で名前の意味に関する論争について触れている。彼が冗談半分に示した「You Fish on Your Side, I Fish on My Side, Nobody Fish in the Middle （貴方はそちら側で釣りをする、私はこちら側で釣りをする、真ん中では誰も釣りをしない）」という翻訳案は、本当の意味以上に有名となった。
英語では/tʃəˈɡɒɡəɡɒɡ ˌmænˈtʃɔːɡəɡɒɡ tʃəˌbʌnəˈɡʌŋɡəmɔːɡ/と発音する。
「チャーゴグガゴグマンチャウグガゴグチャウバナガンガマウグ」はアメリカで最も長い地名であり、世界でも6番目に長い。
2004年にはフジテレビの『トリビアの泉 〜素晴らしきムダ知識〜』でこの湖が取り上げられ、番組では日本人にとっての簡単な覚え方が考案され「チャーゴ（お茶が5個）、グガゴグ（お茶を飲むときの音）、マンチャウ（男じゃない）、グガゴグ（お茶を飲むときの音）、チャウバナ（花じゃない）、ガン（拳銃）、ガマウグ（ガマカエルが浮く）」と紹介された。